# ابواسحاق حبال
ابواسحاق، ابراهیم بن سعید نُعمانی شهرت یافته به حَبّال (۱۰۰۱–۱۰۸۹م) حافظ و محدث مصری در سدهٔ پنجم هجری بود. از راه خریدوفروش کتاب‌ها درآمد داشت و تاجر کتاب بود. وفیات الشیوخ را نگاشت.